# Contrat en France
Pour les autres articles nationaux ou selon les autres juridictions, voir Contrat.
En France, aux termes du Code civil français, le contrat est un :
« accord de volonté entre deux ou plusieurs personnes destiné à créer, modifier, transmettre ou éteindre des obligations. »
— Article 1101 du Code civil
Le contrat apparaît, au sens strict, comme une catégorie particulière de convention. La convention se distingue pourtant du contrat. En effet, la convention permet de produire des effets de droits quelconques (transmettre ou éteindre des obligations juridiques). Le contrat va lui avoir un rôle créateur : il va créer des effets de droit, et ces effets seront des obligations juridiques.
Dans son article 1128, le Code civil français énumère trois conditions essentielles pour la validité des conventions :
- le consentement « libre et éclairé » des parties ;
- la capacité des parties à contracter ;
- un contenu licite et certain

Les deux premières conditions se rapportent à un aspect essentiel du contrat, émanation de la volonté des parties. La dernière condition résulte de l'article 1162 du Code civil, selon lequel le contrat ne doit pas avoir des stipulations ou un but contraire à l'ordre public, et de l'article 1163 qui fait référence à l'objet du contrat.

## Le contrat, produit de la volonté des parties
Dans son article 1103, le Code civil dispose que « Les contrats légalement formés tiennent lieu de loi à ceux qui les ont faits ». On parle ainsi d'un contrat comme de la loi des parties. Les juristes interprètent souvent cette disposition comme une application de la théorie kantienne d'autonomie de la volonté. Le contrat est en effet une source d'obligations acceptées et choisies par les parties, contrairement à d'autres obligations non voulues telles que celles qui découlent des règles de la responsabilité civile. Toutefois c'est bien la loi qui confère leur caractère obligatoire à ces conventions, dont les dispositions ne sauraient contrevenir à des dispositions expresses du droit positif. En France, la force obligatoire du contrat découle donc de la loi elle-même, et non simplement d'un supposé pouvoir des parties capables de créer du droit ex nihilo.
Du rôle prépondérant de la volonté des parties découle le principe de liberté contractuelle, qui est un des fondements de la vie sociale moderne. Cette liberté est exprimée dans l'article 4 de la Déclaration des Droits de l'homme et du citoyen de 1789.
Parmi les actes juridiques, qui sont des faits qui recherchent volontairement des conséquences juridiques, le contrat a pour caractéristique spécifique de comporter nécessairement un accord de volontés. Il faudrait, en outre, selon certains auteurs de droit public, que cet accord soit librement débattu et fasse naître des droits subjectifs. Ce ne serait pas le cas, lorsque, par exemple, si l'accord de volontés tend à la création d'une règle de droit objectif devant constituer les statuts d'un groupe social : contrat de mariage, contrat de société, etc., ou encore lorsqu'il n'est que la condition d'application d'une situation juridique dont le contenu a été préétabli par les autorités publiques : il n'y a alors tout simplement d'accord de volonté que sur les conditions d'application, accord qui n'aura pas été librement débattu puisqu'il ne s'agira alors pas débattre librement de l'acte unilatéral de l'Administration. Ces critères supplémentaires, posés par des auteurs de droit public, comme Léon Duguit ou de Laubadère, est rejetée par la doctrine du droit civil, car ils risqueraient en réalité d'aboutir à en réduire considérablement la qualification de contrat, du fait des multiplications des dispositions impératives, que l'on rencontre par exemple dans les contrats de travail.
La notion d'autonomie de la volonté a une influence sur le contenu des obligations nées du contrat et sur sa forme :
- d'une part, elle permet une double liberté de l'individu lors de la formation du contrat : la liberté contractuelle (contracter ou pas) la détermination du contenu. Les parties sont autorisés à définir les modalités du contrat sans avoir à se référer à un modèle quelconque. Seules les règles d'ordre public ne peuvent être écartées par les parties.
- d'une autre part, il n'existe pas de forme ou de solennité : c'est le principe du consensualisme. C'est-à-dire que le seul échange des consentements suffit à invoquer le contrat. Un écrit n'est donc pas obligatoire. Toutefois pour certains types de contrat, une forme est nécessaire quant à la validité de cet acte (ex : contrat de travail ou contrat de bail). Par ailleurs, même si un écrit n'est pas obligatoire, les règles du droit de la preuve obligeront souvent les parties à établir un écrit.

## Types de contrats
Selon le type ou l'objet du contrat, on peut former plusieurs classifications des contrats :
- contrat nommé et contrat innommé
- contrat principal et contrat accessoire
- contrat synallagmatique et contrat unilatéral
- contrat à titre onéreux et contrat à titre gratuit
- contrat commutatif et contrat aléatoire
- contrat civil et contrat commercial
- contrat cessible et contrat non cessible : certains contrats sont transmissibles, cessibles, voire négociables sur un marché. C'est le cas de divers types d'instruments financiers.
- contrat de droit privé et contrat administratif
- contrat à exécution instantanée et contrat à exécution successive
- contrat intuitu personae : contrat conclu en raison de la personne du contractant (ex : peintre faisant un portrait). Ce type de contrat ne peut donc pas être transmis à une autre personne.
- contrat conclu avec des consommateurs (voir : droit de la consommation)
- contrat consensuel, réel ou solennel
- contrat négocié (ou de gré à gré) ou d’adhésion
- contrat individuel ou contrat collectif
- contrat à durée déterminée ou contrat à durée indéterminée